# Rick Allain
Rick Allain (né le 20 mai 1969 à Guelph, dans la province de l'Ontario au Canada) est un joueur et entraîneur professionnel canadien de hockey sur glace.

## Carrière de joueur
La carrière d'entraîneur de Rick Allain fait suite à trois années en tant que défenseur pour les Mariners du Maine, devenu les Bruins de Providence, qui sont une franchise de la Ligue Américaine de Hockey.
Allain effectue la transition vers l'entrainement en 1997, en passant une saison en tant qu'entraineur assistant pour les Storm Guelph, équipe de la ligue junior de la Ligue de Hockey de l'Ontario. La saison suivante, il accepte le poste d'entraineur avec les Petes de Peterborough pour la LHO, où il a entrainé l'équipe pendant six saisons de 1998-2004. 
En 2004, Allain Rick déménage en Floride. A l'été 2006, il prend le poste d'entraineur pour les Barracudas de Jacksonville de la Southern Professional Hockey League (SPHL), poste qu'il assume jusqu'à la fin de la saison 2007-2008, date à laquelle les Barracudas demandent une année de suspension à la ligue pour le motif de «ne pas avoir de lieu approprié pour la SPHL en Floride du Nord ». 
Allain est nommé Conseiller en hockey pour les Riverhawks d'Augusta le 23 avril 2010. 

## Statistiques
| Saison    | Équipe                 | Ligue |    | Saison régulière | Saison régulière | Saison régulière | Saison régulière | Saison régulière |   | Séries éliminatoires | Séries éliminatoires | Séries éliminatoires | Séries éliminatoires | Séries éliminatoires |
| Saison    | Équipe                 | Ligue | PJ | B                | A                | Pts              | Pun              | PJ               | B | A                    | Pts                  | Pun                  |                      |                      |
| 1986-1987 | Dynes de Richmond Hill | OJHL  | 13 | 0                | 7                | 7                | 105              | -                | - | -                    | -                    | -                    |                      |                      |
| 1986-1987 | Rangers de Kitchener   | LHO   | 18 | 0                | 0                | 0                | 32               | -                | - | -                    | -                    | -                    |                      |                      |
| 1987-1988 | Rangers de Kitchener   | LHO   | 45 | 4                | 8                | 12               | 267              | 4                | 2 | 0                    | 2                    | 11                   |                      |                      |
| 1988-1989 | Rangers de Kitchener   | LHO   | 62 | 2                | 16               | 18               | 245              | 5                | 0 | 0                    | 0                    | 10                   |                      |                      |
| 1989-1990 | Rangers de Kitchener   | LHO   | 55 | 5                | 16               | 21               | 156              | 17               | 0 | 4                    | 4                    | 46                   |                      |                      |
| 1990-1991 | Chiefs de Johnstown    | ECHL  | 36 | 2                | 12               | 14               | 100              | 10               | 0 | 0                    | 0                    | 50                   |                      |                      |
| 1990-1991 | Mariners du Maine      | LAH   | 13 | 0                | 1                | 1                | 33               | -                | - | -                    | -                    | -                    |                      |                      |
| 1991-1992 | Mariners du Maine      | LAH   | 66 | 1                | 11               | 12               | 249              | -                | - | -                    | -                    | -                    |                      |                      |
| 1992-1993 | Bruins de Providence   | LAH   | 7  | 0                | 0                | 0                | 27               | 6                | 0 | 0                    | 0                    | 8                    |                      |                      |

## Trophées et honneurs personnels
- 2008 : nommé entraîneur de l'année de la Southern Professional Hockey League[3]